# چوماکووو
چوماکووو (به بلغاری: Chomakovo) یک منطقهٔ مسکونی در بلغارستان است که در شهرستان مومچیلگراد واقع شده‌است.